# Изола де Пескатори
Изола де Пескатори (на италиански: Isola dei Pescatori, буквално Островът на рибарите) е остров в езерото Маджоре, Северна Италия. Той е най-северният от трите острова Боромео. Известен е още като Изола Супериоре и е с население 57 души. Той е и единственият целогодишно населен. За разлика от Изола Бела и Изола Мадре, Изола де Пескатори вече не принадлежи на фамилията Боромео.

## Описание
Островът е дълъг 375 m и е широк 100 m. Тясната улица, която минава по оста му се свързва с калдъръмени улички към крайбрежна алея, която обикаля острова. Тя често е наводнена.
До 1971 г. населението на острова е 208 души, но въпреки че традиционния риболовен поминък все още продължава, то туризмът се превръща в централен за икономиката на острова. Освен хотели, ресторанти и сувенирни магазини има и бутици, където се продават занаятчийски изделия.
Църквата на Свети Виктор Мавър е запазила останки от древен параклис, който вероятно е бил построен за монасите от абатство Скоцола в Сан Донато ди Сесто Календе. Той е основан от Лиутард, епископ на Павия, в средата на IX век и посветен на Свети Гангулф.